# آندریاس آلبرشت
آندریاس آلبرشت (انگلیسی: Andreas Albrecht) کیهان‌شناس و فیزیک‌دان تجربی، استاد و رئیس دپارتمان فیزیک دانشگاه کالیفرنیا، دیویس ایالات متحده آمریکا است. او در مورد تشکیل جهان اولیه، ساختار کیهانی و انرژی تاریک مطالعه می‌کند.
آلبرشت در ۱۹۷۹ میلادی از دانشگاه کرنل، ایتاکا در رشتهٔ کیهان‌شناسی فارغ‌التحصیل شد و دکترای خود را در ۱۹۸۳ میلادی از دانشگاه پنسیلوانیا فیلادلفیا دریافت کرد.
وی پژوهش‌های فوق‌دکترای خود را در دانشگاه تگزاس در آستین، آستین، تگزاس و در آزمایشگاه ملی لس آلاموس به انجام رساند. سپس از سال ۱۹۸۷ تا ۱۹۹۲ میلادی در آزمایشگاه فرمی مشغول به کار شد و پس از آن از سال ۱۹۹۲ تا ۱۹۹۸ میلادی در کالج سلطنتی لندن به تدریس پرداخت.